# Осички (Житомирський район)
Оси́чки — село в Україні, у Житомирському районі Житомирської області. Входить до складу Радомишльської міської громади. Населення становить 510 осіб. До 1949 року — село Ляхова.

## Історія
- 1784 рік — Ляхова має 150 жителів.[2]
- 1834 рік — в сільці (по рос.дєрєвнє) Ляхова проживала шляхта, яка носила прізвища:

- Зінєвичі,
- Панькевичі,
- Пількевичі,
- Севруки (отрим. дворянство),
- Тичини (отрим. дворянство),
- Тишкевичі,
- Черепанські (отрим. дворянство),
- Чоповські,
- Якубовські,
- Ярмоліцькі
- та інші.

- 1839 рік — сільце (по рос.дєрєвня) Ляхова до 1839 року зараховувалося до Борщівського приходу, а після до Заньківського приходу. У 1761 році, по благочестивій старанності Михайла Тршецяка, побудована (у Борщеві) Свято-Покровська дерев'яна церква і утворений особливий прихід. Після її старіння в 1804 році побудована нинішня. Возз'єднана до православ'я у 1839 році.[2]
- 1864 рік — сільце (по рос.дєрєвня) Ляхова в 6-ти верстах від Занек, розташоване серед лісів. Належить Костянтину Івановичу Шарамовичу, що отримав його у спадок від батька. Землі — 671 десятина. Сільце населене здебільшого шляхтою.

```
                       Жителів чоловічої та жіночої статі: 
                       - православних
 
— 328, 
                       - римських католиків
 
— 25, 
                       - євреїв 5.
[
2
]
```

- 1857 рік — Ляхова знаходиться при ставку без назви. Православна громада приписана до приходів:
  - Заньковської Рожества Богородицької церкви. Число прихожан чоловічої та жіночої статі — 195. Прихожани племені білоруського, вихідці з Мінської губернії, дворяни.
  - Борщівської Покровської церкви. Число прихожан чоловічої та жіночої статі — 71. Прихожани племені малоросійського.[4]
- 1887 рік — Ляхова лежить на півночі від Борщева, не має проточної води; а раніше існуючий ліс вирубаний для отримання орних полів, після того як поміщицькі землі були розпродані невеликим землевласникам. Селянська громада в сільці (деревнѣ) нараховує 42 рев.душі, має наділ викуплений за 1282 р. При допомозі «казны» 221 дес. з річ. пл. 164 р.08к. Всі ж колишні поміщицькі землі розкуплені, починаючи з 1868 по 1876 р. У поміщика Шарамовича 65 господарів, із яких тільки два дворянина, а 63 міщани різних міст і містечок. Кількість землі, що їм належить доходить до 1209 дес., у розмірі від 6 до 53 дес. на кожне окреме господарство.

```
                        Жителів чоловічої та жіночої статі: 
                        - провославні
 
— 480, 
                        - римо-католики
 
— 23, 
                        - євреї
 
— 16. 
```

Зарахована до Потіївської волості.
- 1900 рік — Ляхова — сільце (деревня), Потіївської волості, Радомишльського повіту (уѣзда), Київської губернії. Сільце (дєрєвня) Ляхова (власницьке).

```
                        Має дворів
 
— 30, 
                        жителів чоловічої та жіночої статі
 
— 131 чол., 
                        з них 
                        - чоловіків
 
— 63, 
                        - жінок
 
— 68. 
```

Головне заняття жителів — землеробство. Відстань від повітового (уѣздного) города до сільця — 10 верст, від найближчих: залізничної станції «Житоміръ» — 50 верст, поштово-телеграфної «г. Радомысль», поштової (земської) «д. Облитки» — 7 верст. В сільці Ляхова нараховується землі 1250 десятин, з них належить: селянам — 226 десятин, іншим «сословиям» — 1033 десятини; система господарства — трипільна. Сельце має: 1 кузню та 1 запасний хлібний магазин, у якому на 1 січня 1900 р. було 42 чт. озимого і 21 чт. ярового хліба.
- початок XX століття — в дєрєвнє Ляхова проживали сім'ї, які носили прізвища: Барановські, Корзуни, Пількевичі, Старжинські, Таринські та інші.[7]
- 1949 рік — село Ляхова перейменоване на село Осички.[1]

## Галерея

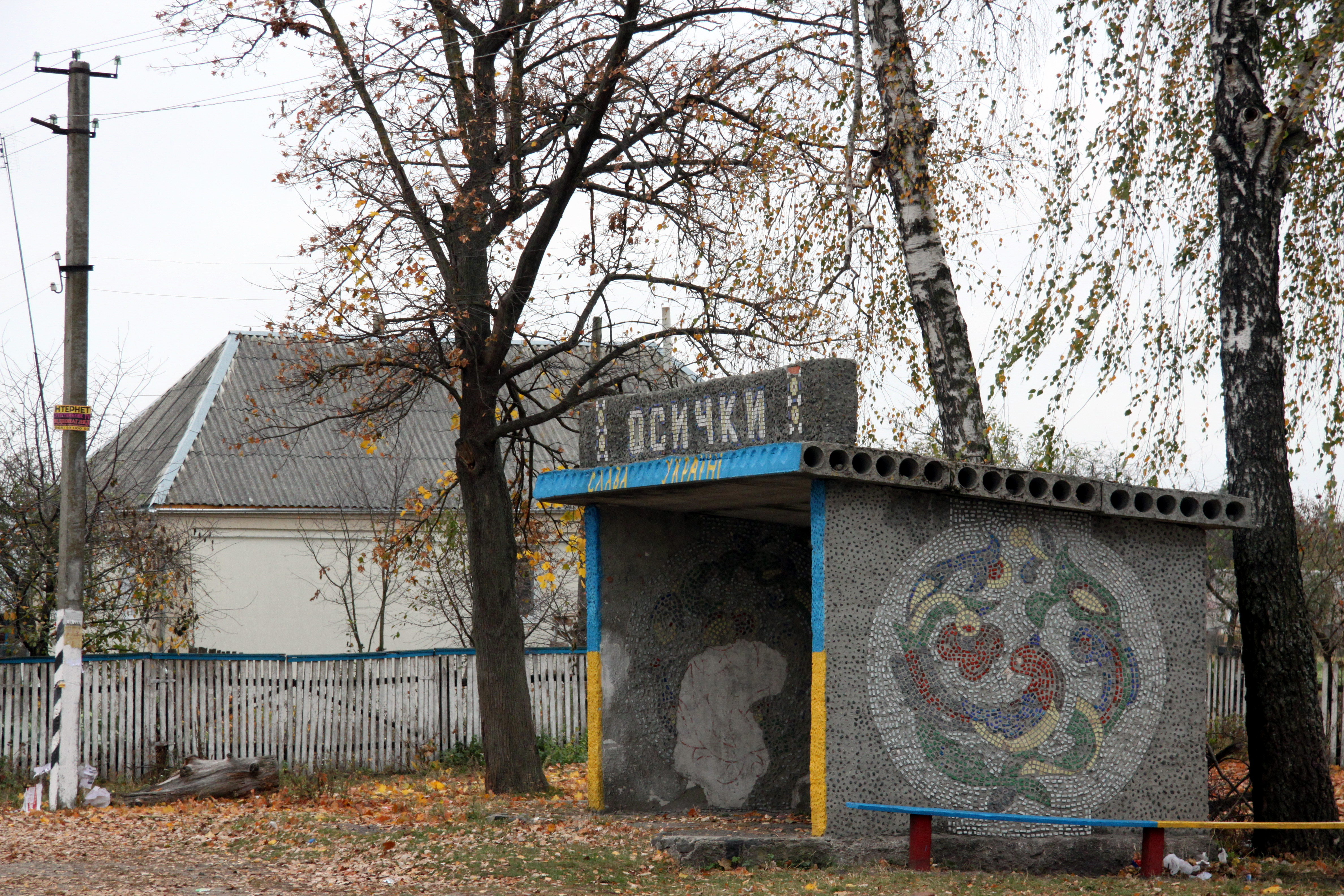
Автобусна зупинка
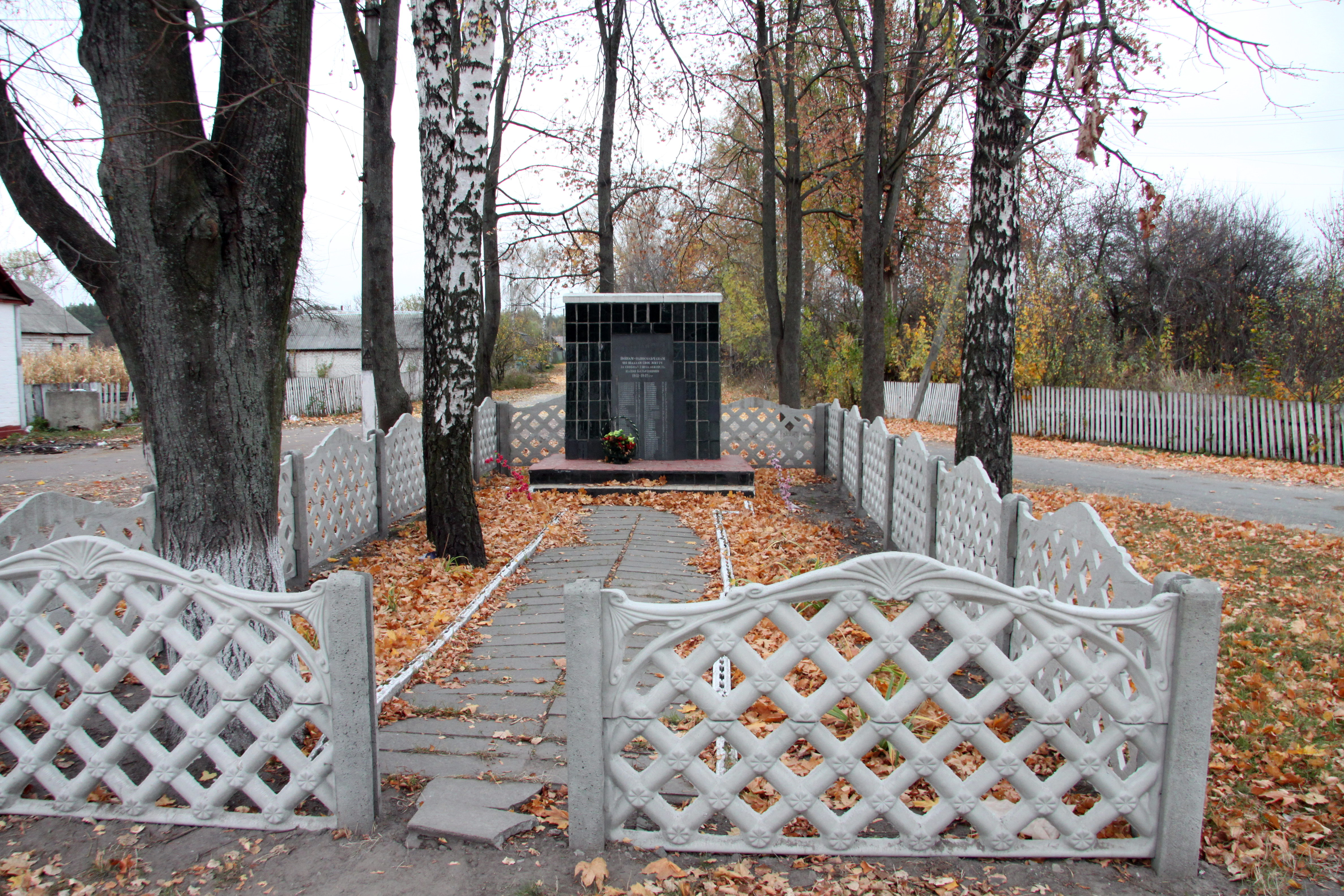
Пам'ятник воїнам-односельцям